# Atanycolus

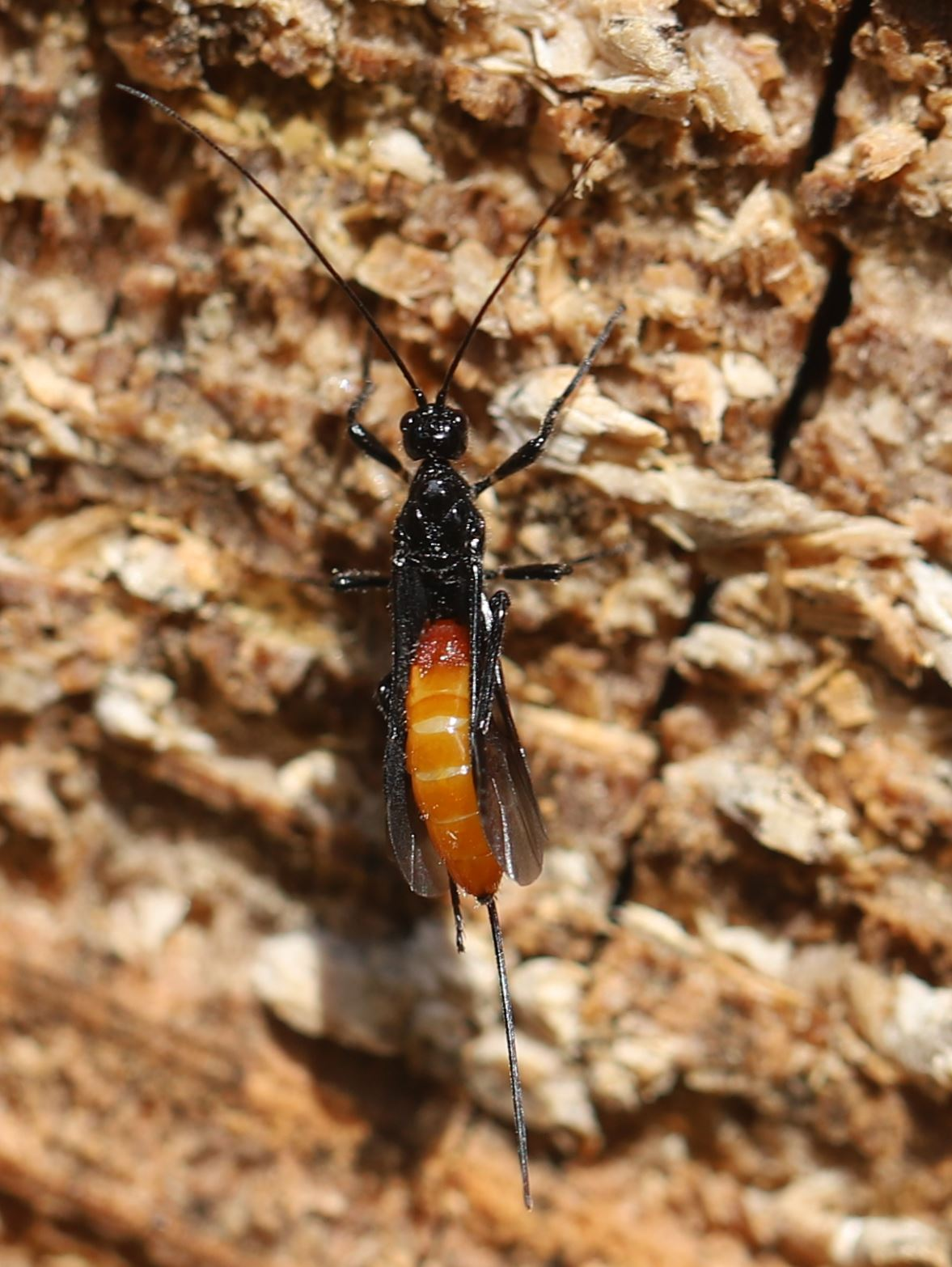
Atanycolus sp.

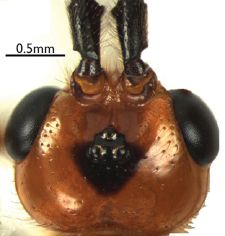
Atanycolus grandis, Dorsalansicht des Kopfes

Atanycolus ist eine Gattung aus der Unterfamilie Braconinae innerhalb der Familie der Brackwespen (Braconidae). Die Typusart ist Atanycolus denigrator.

## Merkmale
Die Brackwespen erreichen eine Körperlänge von etwa 5–10 mm. Charakteristisch für die Gattung ist die Gestalt des Scapus, des ersten Fühlergliedes. Dieses weist an beiden Enden eine scharf ausgeschnittene Einbuchtung auf. Die Brackwespen sind gewöhnlich schwarz, orange oder gelb gefärbt. Die Flügel sind meist verdunkelt.

## Verbreitung
Die Brackwespengattung ist weltweit verbreitet, fehlt jedoch offenbar im südlichen Afrika sowie in Südamerika. Ihr Verbreitungsschwerpunkt liegt in den gemäßigten Zonen. In der Nearktis kommen 36 Arten vor, in Europa 10 Arten.

## Lebensweise
Die Brackwespen leben gewöhnlich in Waldgebieten. Die Larven sind solitäre Ektoparasitoide. Zu ihren Wirten gehören holzbewohnende Käferlarven, insbesondere Prachtkäfer (Buprestidae), Bockkäfer (Cerambycidae) und Borkenkäfer (Scolytinae). Die Weibchen platzieren mit ihrem langen Legestachel (Ovipositor) ein Ei an die Wirtslarve, die der geschlüpften Brackwespenlarve als Nahrung dient.

## Arten (Auswahl)
Im Folgenden eine Auswahl von Arten, einschließlich aller in Europa nachgewiesenen:
- Atanycolus cappaerti – Nordamerika
- Atanycolus comosifrons – Nordamerika
- Atanycolus denigrator – Europa ohne Britische Inseln
- Atanycolus fulviceps – Spanien, Deutschland, Tschechien, Ungarn, Ukraine, südeurop. Russland
- Atanycolus genalis – Deutschland, Nordöstliches Europa
- Atanycolus initiator – Europa ohne Britische Inseln
- Atanycolus lateropus – Schweden
- Atanycolus neesii – Europa ohne Britische Inseln
- Atanycolus petiolaris – Deutschland, Ungarn
- Atanycolus sculpturatus – Europa ohne Britische Inseln
- Atanycolus tunetensis – Italien
- Atanycolus wagneri – Kroatien